# Eduardo Maragoto
Eduardo Maragoto Sanches, nascido em 1976 na freguesia do Barqueiro, no município de Manhão, é um filólogo galego. Foi presidente da Associação Galega da Língua desde 2015 até 2023, quando foi substituído por Jon Amil.

## Vida
Passou a infância e a adolescência na freguesia de Feás, no município de Carinho. Estudou Filologia Portuguesa na Universidade de Santiago de Compostela. Participa de forma ativa no reintegracionismo, participou da fundação do Movimento Defesa da Língua e foi parte do conselho de redação do jornal Novas da Galiza e do Portal Galego da Língua. Desde 2015 é presidente da Associação Galega da Língua.

## Obras
- Manual Galego de Língua e Estilo (coautor)
- Critérios para oriental a ortografia da língua do val de Xálima (coautor)[4][5]
- Como ser reintegracionista sen que a familia saiba (Ed. do Cumio, 2013)